# Circa Survive
Circa Survive — американская группа из Филадельфии, образованная в 2004 году экс-вокалистом Saosin Энтони Грином и бывшими участниками групп This Day Forward и Taken.
Circa Survive завоевали популярность на инди-сцене за три года благодаря своим первым альбомам Juturna (2005) и On Letting Go (2007), выпущенным на Equal Vision Records.
В октябре 2022 года группа объявила о приостановке творческой деятельности. К этому моменту Circa Survive выпустили 7 полноформатых студийных альбомов, 5 EP и более 15 синглов и видеоклипов.

## Дискография
Студийные альбомы:
- Juturna (2005)
- On Letting Go (2007)
- Blue sky noise (2010)
- Violent Waves (2012)
- Descensus (2014)
- The Amulet (2017)
- Two Dreams (2022)

Мини-альбомы (EP):
- The Inuit Sessions (2005)
- B-Sides (2010)
- Appendage (2010)
- A Dream About Love (2021)
- A Dream About Death (2022)